# Ralph Ungermann

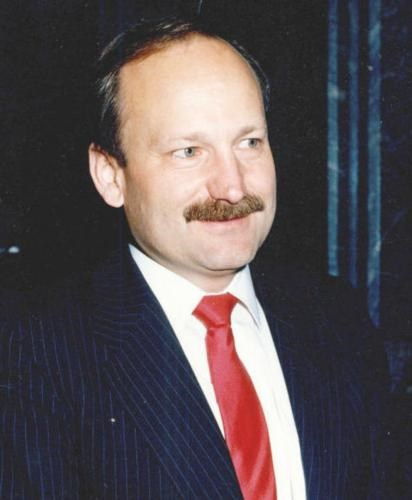
Ralph Ungermann

Ralph Kelley Ungermann (Provo (Utah), 20 januari 1942 – 2 juni 2015) was een Amerikaans computerpionier en ondernemer.

## Biografie
Ungermann studeerde elektrotechniek aan de Universiteit van Californië - Berkeley tot 1964 en computerarchitectuur aan de Universiteit van Californië - Irvine. Aanvankelijk was hij werkzaam voor Collins Radio maar in 1969 stapte hij over naar Intel Corporation. Hier kreeg hij de leiding over het 8080-microprocessorproject.
Bij Intel ontmoette hij ook Federico Faggin, met wie hij in 1974 – direct na het afronden van de 8080 – een eigen bedrijf begon, Zilog. Met een financiële investering van Exxon ontwikkelden ze samen de Z80, een 8-bit microprocessor die sneller en goedkoper te produceren was dan Intels 8080.
Dankzij de uitstekende economische resultaten uit de verkoop van de Z80 wilde Exxon verder investeren in Zilog, maar wilde gelijkertijd ook meer inspraak hebben in beslissing over de koers van het bedrijf. Ungermann wilde deze druk van bovenaf niet en besloot in 1979 Zilog te verlaten. Met een andere ex-werknemer van Zilog, Charlie Bass, richtte Ungermann het bedrijf Ungermann-Bass op. Dit bedrijf werd een van de eerste bedrijven in de wereld dat gespecialiseerd was in het leveren van netwerkproducten, met name ethernettechnologie.
In 1993 was Ungermann medeoprichter van First Virtual Communications in Redwood City, een leverancier van software en online-diensten zoals video-conferencing. In 2004 was hij een van de oprichters van China Seed Ventures (CSV), een Chinese investeringsmaatschappij.